# Budynek Głównego Urzędu Miar w Warszawie
Budynek Głównego Urzędu Miar w Warszawie – budynek w Warszawie przy ul. Elektoralnej 2 będący siedzibą Głównego Urzędu Miar.

## Historia
Budynek, który jest obecnie zajmowany przez Główny Urząd Miar (GUM), ma długą historię i pełnił wiele funkcji. Został zaprojektowany przez Antonia Corazziego, i Jana Jakuba Gaya, a później rozbudowany przez Juliana Ankiewicza. Z kolei jego oficyny zostały zaprojektowane przez architekta Mariana Lalewicza.
Gmach powstał na gruntach, które w XVII w. należały do rodziny Czartoryskich. W następnym wieku zostały przejęte przez ród Ogińskich. Gdy na początku XIX w. ród Ogińskich wygasł, grunt ten został wylicytowany przez skarb państwa. Zostały tam wzniesione 2 budynki: pałac Ministrów Skarbu i budynek Banku Polskiego, który w przyszłości miał zostać siedzibą Głównego Urzędu Miar. Bank służył Skarbowi Narodowemu przez ok. 60 lat, a potem stał się siedzibą rosyjskiego kantoru. W czasach Polski Niepodległej miało tam swoją siedzibę Ministerstwo Przemysłu i Handlu (MPiH). W części budynku został ulokowany Główny Urząd Miar. W czasie powstania warszawskiego budynek został zburzony przez Niemców. Po zburzeniu odbudował go Piotr Biegański. Po odbudowie stał się w całości siedzibą GUM.

## Bank Polski i Kantor
W 1774 r. powstał pierwszy projekt powołania Banku Narodowego. Jego autorem był August Sułkowski, wojewoda gnieźnieński. Jednak dopiero w 1818 r. projekt ten trafił do Sejmu. Jednak car i władze w Petersburgu z początku nie chciały się na to zgodzić. Dopiero po kilku latach udało się uzyskać zgodę na budowę banku. Antonio Corazzi wraz z budowniczym Janem Jakubem Gayem w latach 1825-1928 zaprojektowali i zbudowali na rogu Rymarskiej i Elektoralnej dwuskrzydłowy gmach. Został zaprojektowany w stylu klasycystycznym. Głównym elementem budynku była narożna rotunda nakryta kopułą na tamburze. Rotundę ozdabiały 4 rzeźby aniołów, które stały na wysokości II piętra. Między budynkiem z rotundą a klasycystycznym budynkiem biurowym powstał łącznik o architekturze, przypominającej budynek Warszawskiego Towarzystwa Dobroczynności przy ul. Bednarskiej 28/30 autorstwa architekta Jakuba Gaya.
Najważniejszym pomieszczeniem banku była rotunda, w której odbywały się sesje giełdowe. Sprzedawano tam lub kupowano papiery publiczne. Blisko gmachu banku wzniesiono budynek Kasy, który został oznaczony adresem Elektoralna 2.

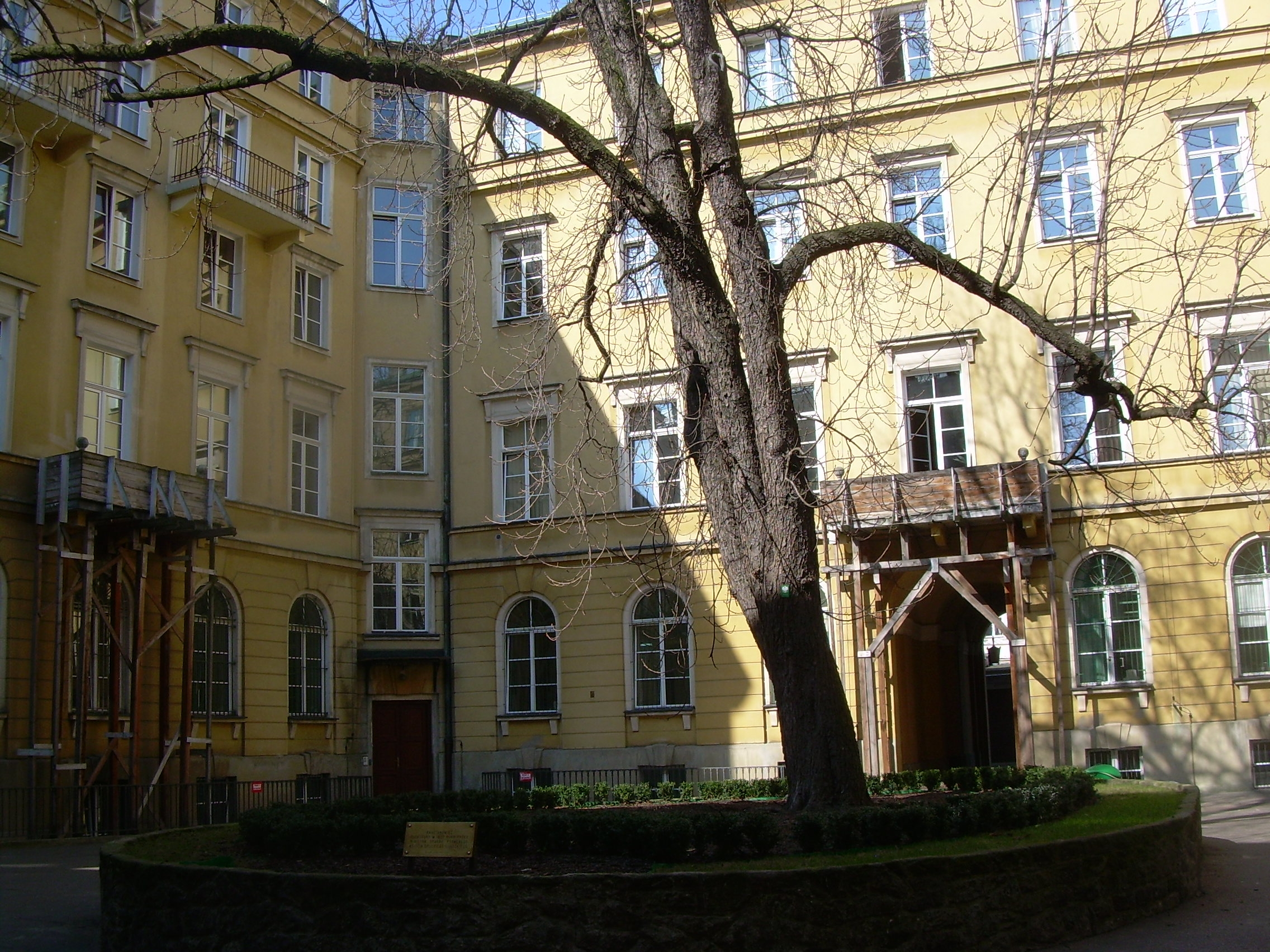
Widok od strony dziedzińca

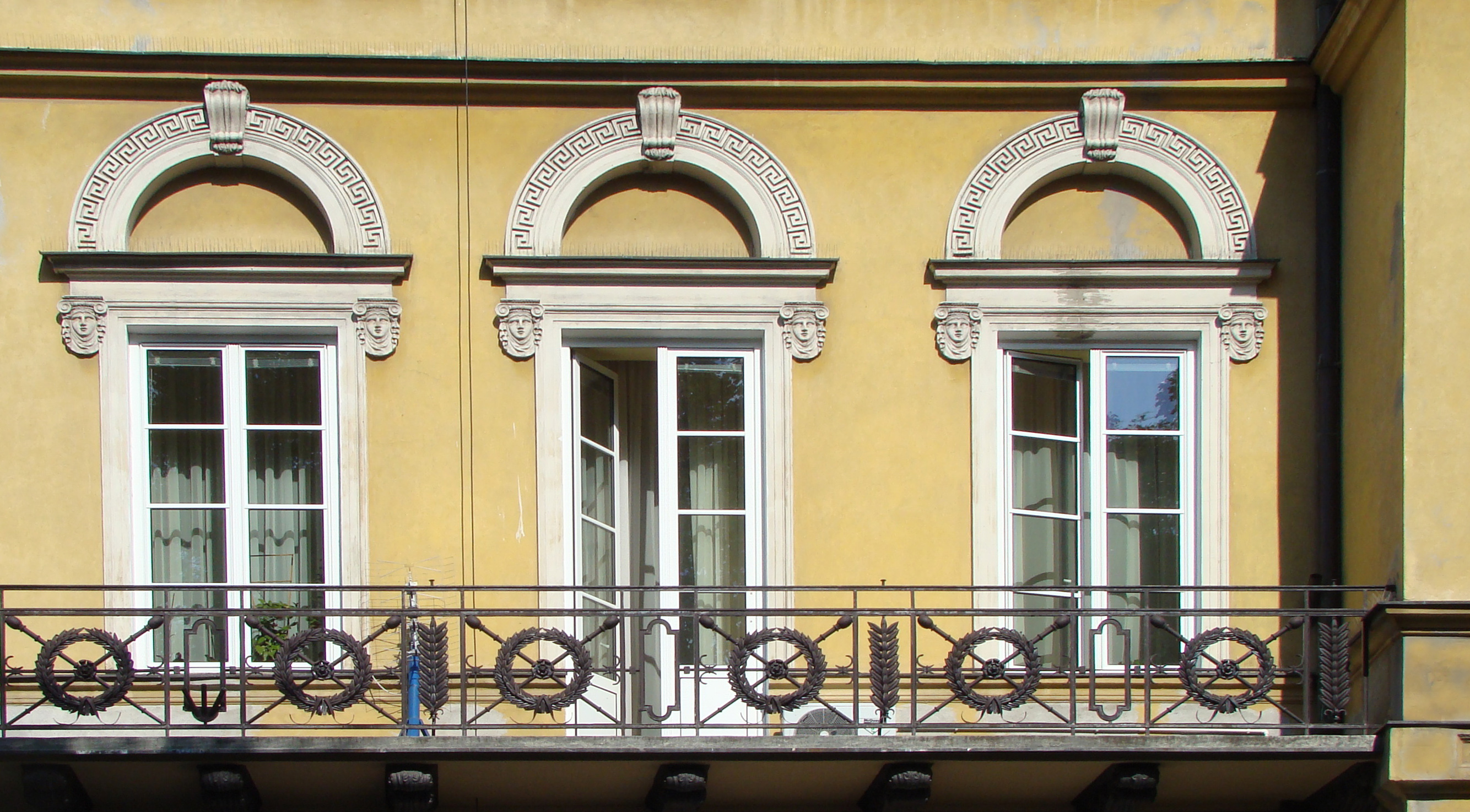
Szczegół elewacji

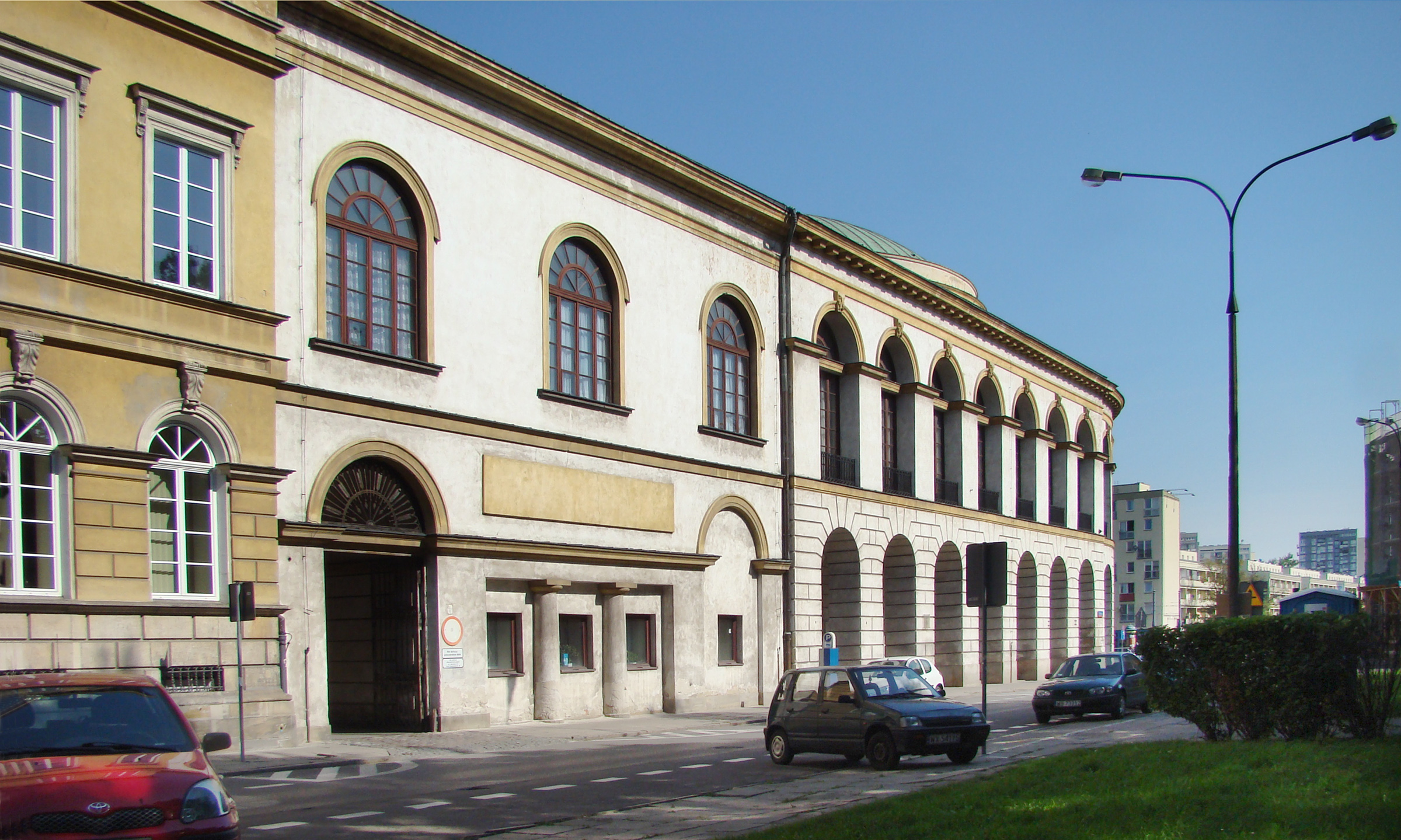
Łącznik między budynkami

Bank Polski został powołany 29 stycznia 1828 r. Emitował on pieniądze i papiery wartościowe, wspomagał też rolnictwo i dzięki niemu wiele długów zostało umorzonych. Dlatego od początku władze carskie były wobec niego bardzo niechętne, a z czasem stały się nawet wrogie. Już w 1827 r. okazało się, że budynek Banku jest zbyt mały, aby zmieściły się w nim wszystkie pomieszczenia. W latach 1828–1830 powstał klasycystyczny gmach o dwóch piętrach, który stanowi teraz najstarszą część GUM.
Po powstaniu listopadowym mocne represje odczuła giełda. Bank zaczął być powoli rusyfikowany, zatrudniano w nim Rosjan lub ludzi władających językiem rosyjskim. Dnia 1 stycznia 1886 r. oficjalnie bank został przemianowany na Kantor Warszawski (Rosyjskiego) Banku Państwa.
W 1911 r. część prawego skrzydła budynku przy ul. Elektoralnej 2a zajęła dyrekcja I Gimnazjum Żeńskiego. Tymczasem środkowa część parteru i piętra zostały przejęte przez biuro pełnomocnika generała-gubernatora do spraw żandarmerii i policji.
Wybuch I wojny światowej sparaliżował działalność kantoru. W 1915 r. Kantor został przeniesiony do Moskwy, tymczasem gmach przy ul. Elektoralnej zaczął pełnić funkcję szpitala polowego pod wezwaniem św. Mikołaja. W styczniu 1916 r. budynek zajęły agendy Tymczasowej Rady Stanu i zarząd powiatu warszawskiego. W kwietniu 1917 r. została tam utworzona Polska Krajowa Kasa Pożyczkowa.

## Ministerstwo Przemysłu i Handlu
MPiH powołano, gdy ziemie Polski zostały zajęte przez państwa centralne. MPiH zaczęło się organizować w grudniu 1917 r., były to jednak działania nieformalne. Na siedzibę wybrano budynek przy ul. Elektoralnej 2a, gdzie mieściły się też agendy byłej Tymczasowej Rady Stanu i inne instytucje jeszcze z czasów rosyjskich. Całe ministerstwo zostało podzielone na 3 sekcje: przemysłowo-handlową, górniczo-hutniczą i ogólną. Później powstały też sekcje: żeglugi i wydział rozrachunkowo-likwidacyjny. Jednym z urzędów podległych MPiH był właśnie Główny Urząd Miar.
W 1919 r. zdecydowano powiększyć budynek. Został on powiększony o oficyny, które utworzono kosztem kilku zieleńców. Budowa zaprojektowanych przez Mariana Lalewicza oficyn została zakończona w 1921 r.

## Obecnie
Budynek przy ul. Elektoralnej 2a został zniszczony przez Niemców w czasie powstania warszawskiego. Po odbudowie, w całości stał się siedzibą Głównego Urzędu Miar i tak zostało do dziś. W części budynku z narożną rotundą mieści się Muzeum Kolekcji Jana Pawła II w Warszawie.